# 桐蔭学園高校柔道部熱中症死亡事件
桐蔭学園高校柔道部熱中症死亡事件（とういんがくえんこうこうじゅうどうぶねっちゅうしょうしぼうじけん）は、日本の高等学校の部活動で起きた事件。

## 概要
2015年8月14日に神奈川県横浜市青葉区の桐蔭学園高等学校の武道館で柔道部の練習が行われていた。午前9時半から2時間半ほど練習を行って、寮に戻って昼食を取り、午後3時から練習を再開していた。午後の練習では鶴見川沿いの土手まで走り坂道を駆け上がっており、その際に高校1年生の柔道部の生徒が体調不良を訴えていた。コーチは練習を中断して寮に戻ろうとする生徒を追いかけており、そのときに倒れている生徒を見つけて救急車を呼んだ。生徒は病院で手当てを受けたが2日後の8月16日に熱中症が原因で死亡した。
この事件が起きたことに対して桐蔭学園高校の校長は、大切な生徒を亡くしたことでたまらない思いであった。練習に配慮が欠けた部分が無かったか調べたいと話し、学校では外部の有識者も交えた調査委員会を設置して原因を究明して、再発防止策を検討することとした。
教育社会学者の内田良はこの事件を例に挙げて、熱中症に対しては部活動の顧問は自らの経験則だけで指導をしてしまっているとして、医学的、生理学的な正しい知識を理解していないというのが残念であるとしている。内田良が調べたところでは、中高の主要な部活動では柔道部が最も死亡率が高いとのことである。柔道は大柄な選手が多いため、軽い運動でもエネルギーの消費量が多く熱を発生させやすい。それなのに体内の脂肪が熱の拡散を防いでいるため熱中症になりやすいとしている。体の大きな子の熱中症の注意をするということが周知されていないとしている。
内田良は2001年から2010年までの10年間のデータから、中高の主要部活動では柔道部が特に死亡率が高いということを示してきた。このことも契機となり全日本柔道連盟は柔道の安全指導と事故防止に取り組み力を注いだ結果、2012年4月から2015年4月までは学校管理下においての柔道での死亡事故は発生していなかった。そのようになっていたもののこの死亡事件が発生したことから、安全に安心に過ごすことができる前提が崩れているとして、今一度柔道の死亡や重篤障害の事例を多角的に分析するべきで、これは学校管理下において柔道での死亡や重篤障害を防ぐ上で不可欠であるとした。